# Habitación 101
La habitación 101 es una habitación ficticia, dentro del también ficticio Ministerio del Amor, ambos descritos en la novela distópica de George Orwell 1984. Es un espacio de tortura donde los sospechosos son sometidos a aquello que les causa más terror: 

Me preguntaste una vez que qué hay en la habitación 101. Te dije que ya sabías la respuesta. Todo el mundo lo sabe. Lo que hay en la habitación 101 es la peor cosa en el mundo.
O’Brien

La habitación 101 se utilizaba para destruir en la mente de cada persona aquello que le impide amar al Gran Hermano o también terminar con un amor más grande que el profesado a este personaje. Al aplicar al torturado su mayor miedo se le da la posibilidad de evitarlo proyectándolo sobre lo que más quiere y haciendo así desaparecer el sentimiento peligroso. Orwell, quien combatió en la guerra civil española junto al Frente Popular en Cataluña durante un tiempo, se inspiró en las torturas de las famosas "checas" republicanas, donde se practicaban brutales torturas hasta la muerte como "la nevera" (donde se sumergía a la víctima en agua helada) o la "ratonera" (donde se introducía al torturado en una habitación llena de ratas). Otras técnicas denominadas: ”el submarino seco”, "banderillas”, “escribir a máquina”, "la silla eléctrica", "el collar eléctrico”, ”la ducha fría”, “la argolla”, ”el pozo”, ”el gancho”, "echar a los cerdos”, ”amputación”, etc., no eran menos horribles y propias del manual del chequista y otras muchas técnicas traídas de la Unión Soviética, de las que el anarquista Diego Abad de Santillán (1897-1983) habla con horror en su libro "Porqué perdimos la guerra" (Buenos Aires, 1940).
En el caso del protagonista de 1984 Winston Smith son las ratas. La tortura se lleva a cabo mediante la utilización de una jaula que contiene dos enormes ratas hambrientas. La jaula está construida para adaptarse a la cabeza de la víctima, como una máscara o casco. Mediante unos resortes se puede dar paso a las ratas para que le devoren el rostro.

## Análisis
El historiador Edward Peters, que ha realizado múltiples investigaciones respecto a la tortura, declaró respecto a la habitación 101:

Cada víctima es amenazada con una tortura que consiste en la cosa del mundo que más teme. En el caso de Smith, es el ataque a su cuerpo por ratas, cada víctima puede evitar la aplicación real de la tortura sólo traicionando los últimos vínculos humanos que le queden y admitiendo la supremacía del partido y del estado. En el mundo de la Habitación 101, este tipo de tortura siempre da resultado y está destinado a quebrar la voluntad de las víctimas, no principalmente a arrancar información.